# Некролог (оповідання)
«Некроло́г» (англ. Obituary) — науково-фантастичне оповідання американського письменника  Айзека Азімова, вперше опубліковане у серпні 1959 року журналом «The Magazine of Fantasy and Science». Увійшло в збірку «Детективи Азімова» (1968).

## Сюжет
Оповідання ведеться від імені дружини незалежного заможного фізика Ланселота Стеббінса. Стеббінс все своє життя ганяється за славою, але йому тотально не щастить. Всі його винаходи або перевершують, або затіняють винаходи інших вчених. На жарт його дружини, що Стеббінса похвалять тільки в некролозі, той відповідає, що така похвала його не влаштовує, бо він не зможе її прочитати. Одержимість славою робить життя його дружини нестерпним.
Одного разу Стеббінс відправив усіх працівників у відпустку і просить дружину допомогти з демонстрацією його нового винаходу. Він винайшов клонування предметів, за допомогою створення клона у майбутньому і перенесення в теперішній час. Недоліком є те, що клони живих істот повертаються з майбутнього мертвими. Клони існують доки не настане час у майбутньому, з якого вони були переміщені.
Стеббінс хоче продемонструвати свій прилад, але боїться, що хтось з конкурентів зможе удосконалити його і зуміти перенести живого клона з майбутнього. Таким чином забере у Стеббінса славу винахідника подорожей у часі.
Стеббінс вирішує влаштувати шоу, яке принесе йому славу першої людини, що ожила. Він планує створити клона і видати його смерть за власну, а коли труп двійника зникне, заявити про своє воскресіння.
Дружина допомагає створити видимість смерті Стеббінса від ціаніду калія, і радісний Стеббінс може почитати власний некролог. Але після зникнення трупа-двійника, вона пригощає його чаєм з ціанідом, вважаючи це не зовсім вбивством, а поверненням трупа на місце.